# اندیس آنومالی گزل دره پایین
آنومالی گزل دره پایین یک اندیس فلزی است که در حوالی شهر سلطانیه استان زنجان قرار دارد و مادهٔ معدنی موجود در آن، طلا است.سنگ میزبان این اندیس گرانیت، آبرفت است و دیرینگی آن به دوران سنوزوئیک می‌رسد. 